# Christian Keglevits
Christian Keglevits (født 29. januar 1961 i Weiden bei Rechnitz, Østrig) er en tidligere østrigsk fodboldspiller (angriber).
Keglevits spillede hele sin karriere i hjemlandet, hvor han primært var tilknyttet hovedstadsklubben Rapid Wien. Han blev østrigsk mester med klubben i både 1982 og 1983.
Keglevits spillede desuden 19 kampe og scorede fire mål for det østrigske landshold. Han var en del af det østrigske hold til VM i 1990 i Italien. Han kom dog ikke i banen i turneringen, hvor østrigerne røg ud efter det indledende gruppespil.